# 滕景禄
滕景禄（1912年—1962年10月19日），又名王振东、宋吉生，山东牟平县北地口村人。中华人民共和国政治人物。

## 生平
早年在村小学读书。1929年在烟台、东北等地做工。1933年参加工作，1933年10月加入中国共产党，在乳山、牟平等地从事党的活动。1938年5月任中共牟（平）福（山）栖（霞）海（阳）中心县委（书记林慕堂）委员。1939年1月，牟平县委在六区地口（今乳山）成立，对外称战地动员委员会，滕景禄任委员，书记单景洲。1939年10月，牟平县委遭破坏，林明在七区安子卧一带重建县委，滕景禄继续在新县委中担任组织部长。1940年春节，东海地委民运部长于洲发动东海二次起义，滕景禄任东海地委组织部长，携带文件一起去文登、荣成、威海开展工作。1940年2、3月，起义武装编为山东人民抗日救国军第九军东海总队，其中文登县为第一区队，荣成县为第二区队，威海卫特区为第三区队。1940年3月，林明调东海特委，滕景禄任牟平县委书记。1941年3月至1944年，担任中共胶东区北海地委副书记兼组织部长。1945年1月，任中共烟台特区工委书记兼烟台警备区政委，林一夫任烟台行政联合办事处主任。
1945年8月24日，烟台第一次解放，烟台工委改为烟台市委，任中共烟台市委书记。1948年1月调第六次全国劳动大会（简称“六次劳大”）华东区代表团党支部书记。
1949年5月25日，山东分局宣布薛尚实、宋子成、李佐长、马保三、滕景禄五人组成青岛市委，滕兼任中共青岛市职工委员会书记、青岛市总工会主席。1953年9月任山东省工会联合会主席。1954年6月兼任青岛市委委员。1955年12月27日任青岛市委肃反领导小组组长。1956年6月15日至26日中共青岛市第一次代表大会召开，滕景禄致开幕词。6月25日中共青岛市第一届委员会举行第一次会议选举滕景禄任市委第一书记。7月13日中共中央批准，滕景禄任中共青岛市委第一书记，孙汉卿任第二书记，王卓青任副书记。1956年8月至1959年5月兼任青岛市政协主席。在青岛工作期间制造了“向华、王少庸反党宗派集团”、华岗、葛申、“孙汉卿、矫枫右派反党集团”、郭宏毅、王华等五起冤案，株连百人。1958年11月22日，中共中央批准，滕景禄任山东省委书记处书记，免去青岛市委第一书记职务。1958年12月至1962年6月兼山东省委监察委员会书记，刘特夫继任青岛市委第一书记。1960年11月中央批准调上海市委副秘书长张敬焘任青岛市委第一书记，1961年华东局从上海调一批骨干到青岛加强领导力量，揭开“盖子”。1961年6月，中央决定对几年来受批判处分的党员和干部，进行实事求是的甄别平反。1962年4月，中央发出《关于加速进行党员、干部甄别工作的通知》。1962年6月，中组部副部长张启龙来山东帮助甄别冤假错案工作，滕景禄引起上级注意。1962年8月中央改造右派分子工作会议后，山东省委确定继续甄别孙汉卿案。1962年10月19日在上海的华东医院住院期间跳楼自杀。1963年9月，山东省委作出《关于开除畏罪自杀的反党分子滕景禄党籍的决定》。1963年11月7日至12日中共青岛市第三届党员代表大会召开，市委书记处书记徐雷健传达了山东省委关于滕景禄反党宗派活动的审查报告。1963年12月11日，中央监委批准开除其党籍。在滕景禄问题的处理上，华东局第一书记柯庆施指示不定集团，以免打击面太大，对参与滕景禄活动的领导干部，基本不做组织结论，不给处分，但要调离青岛。其中，青岛市委常委中，李慕调任山东省财贸办公室副主任，李子敬调任德州专区经委副主任，王锡三调任济宁专署民政局副局长，于光调任莱芜县人民政府副县长。1987年7月，经山东省委、省纪委复议，并经中纪委同意，维持开除其党籍处分，取消原处分决定中“畏罪自杀的反党分子”等结论，同意取消对另外几个青岛市领导干部所作的参与滕反党活动的结论，撤消原来分别给予他们的处分。